# No One Is Innocent
"No One Is Innocent" (en español: Nadie es inocente) fue el quinto sencillo de la banda británica de punk rock Sex Pistols. Fue publicado el 30 de junio de 1978. Los Sex Pistols se habían separado a principios de 1978, perdiendo al bajista Sid Vicious y al vocalista original Johnny Rotten. No One is Innocent fue grabado por los miembros restantes Paul Cook y Steve Jones, con la voz de Ronnie Biggs, un criminal británico conocido por su participación en el Asalto al tren postal de Glasgow-Londres en 1963. En el momento de No One is Innocent, Biggs estaba viviendo en Brasil, siendo buscado por las autoridades británicas, pero inmune a la extradición. La canción fue acreditado a Paul Cook, Steve Jones, y Biggs.
- Datos: Q2756249